# Премия имени А. А. Расплетина
Премия имени А. А. Расплетина — премия, присуждаемая с 1997 года Российской академией наук за выдающиеся работы в области создания радиотехнических систем автоматизированного управления. Названа в честь советского учёного и конструктора Александра Андреевича Расплетина

## Список награждённых
Источник:
- 1997 — Юрий Васильевич Афонин — За серию работ «Разработка и исследование алгоритмов наведения ракет и оценка характеристик зенитной ракетной системы С-300ПМ».
- 2000 — Геннадий Николаевич Громов — За работу по созданию комплекса бортового оборудования навигации и посадки на основе реализации микроэлектронных технологий.
- 2003 — Александр Владимирович Рязанов — За серию работ по «Созданию радиотехнических систем управления».
- 2006 — Геннадий Васильевич Зайцев — За «Цикл работ по созданию приёмных устройств РЛС ЗРК на основе процессоров цифровой обработки сигналов».
- 2009 — Игорь Анатольевич Каляев — За цикл работ «Теоретические и практические основы создания реконфигурируемых мультиконвейерных вычислительных структур для цифровой обработки сигналов и изображений в радиотехнических системах автоматизированного управления».
- 2009 — Илья Израилевич Левин — За цикл работ «Теоретические и практические основы создания реконфигурируемых мультиконвейерных вычислительных структур для цифровой обработки сигналов и изображений в радиотехнических системах автоматизированного управления».
- 2009 — Евгений Андреевич Семерников — За цикл работ «Теоретические и практические основы создания реконфигурируемых мультиконвейерных вычислительных структур для цифровой обработки сигналов и изображений в радиотехнических системах автоматизированного управления».
- 2012 — Федор Федорович Евстратов — За серию работ по созданию загоризонтных РЛС поверхностной волны.
- 2015 — Петр Павлович Мальцев — за серию работ «Теоретические и практические основы создания монолитных интегральных схем со встроенными антеннами для миллиметрового диапазона длин волн».
- 2018 — Владимир Степанович Верба — за цикл научных работ по обоснованию направлений развития, принципов построения и функционирования межвидового многофункционального авиационного комплекса радиолокационного дозора и наведения нового поколения как информационно-управляющей системы.
- 2021 — Павел Алексеевич Созинов — за серию работ «Принятие решений в управлении».
- 2024 — Роман Валерьевич Мещеряков — за цикл работ по созданию и развитию методов функционирования гетерогенных эргатических робототехнических систем.